# 1584 en arts plastiques
| Années des arts plastiques : 1581 - 1582 - 1583 - 1584 - 1585 - 1586 - 1587    |
| Décennies des arts plastiques : 1550 - 1560 - 1570 - 1580 - 1590 - 1600 - 1610 |

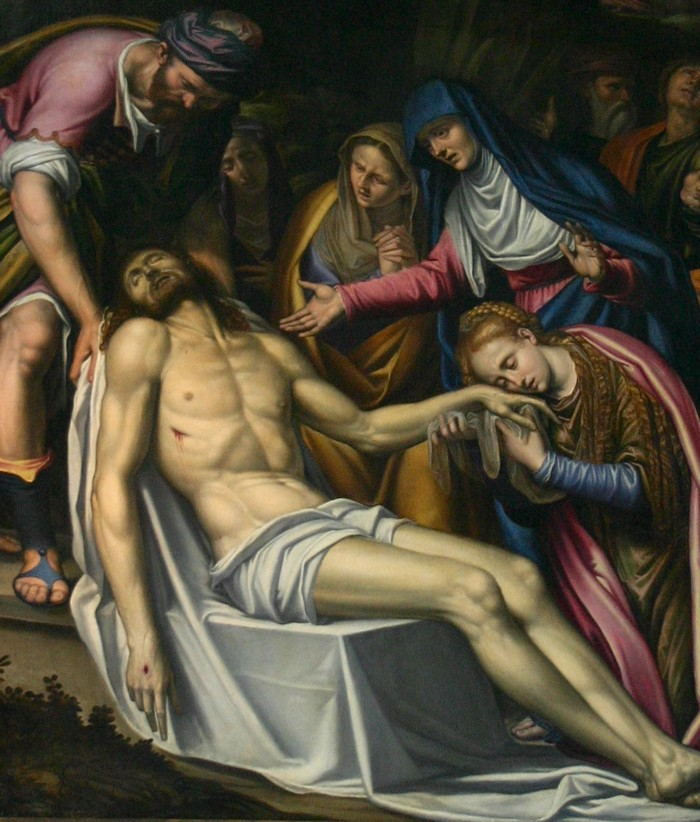
Pietà (détail) de Simone Peterzano (1540-1596), huile sur toile, conservée à l'église San Fedele de Milan.

Cette page concerne l'année 1584 en arts plastiques.

## Naissances
- 19 février : Angelo Nardi, peintre italien († 1664),
- ? :
  - Giovanni Andrea Ansaldo, peintre italien († 18 août 1638),
  - David Bailly, peintre néerlandais († 1657),
  - Giovanni Bernardo Carlone, peintre baroque italien de l’école génoise († 1631),
  - Guilliam van Nieuwelandt,  peintre, graveur, poète et dramaturge flamand († 1635),
- Vers 1584 : 
  - Diego de Astor, graveur espagnol († 1650),
  - Willem van der Vliet, peintre néerlandais († 6 décembre 1642),
  - Jacob Vosmaer, peintre néerlandais († 30 juin 1641).

## Décès
- 30 janvier : Pieter Pourbus, peintre, sculpteur, dessinateur et cartographe flamand (° 1523),
- 31 mai : Mateu López junior, peintre espagnol (° 18 septembre 1549),
- 24 août : François Dubois, peintre français (° vers 1529),
- 29 août : Lucas D'Heere, peintre, poète et écrivain flamand (° 1534),
- ? :
  - Pieter Balten, peintre, buriniste et aquafortiste flamand (° vers 1527).